# Jeu d'argent mobile
Les jeux d'argent mobiles désignent le fait de jouer à des jeux de hasard ou d'adresse contre de l'argent en utilisant un appareil à distance tel qu'une tablette, un smartphone ou un téléphone portable avec une connexion internet sans fil. Plus d'une centaine de casinos mobiles étaient en activité en décembre 2013, la plupart des grands opérateurs de casino dans le domaine des jeux d'argent offrant désormais une plateforme mobile à leur base de joueurs. 

## Marché
En 2003, The Mobile Lottery a été lancé au Royaume-Uni comme la première entreprise de jeux d'argent mobiles dans le pays. Après la légalisation des jeux d'argent sans fil dans les casinos en juin 2005, en mars 2006, le Nevada Gaming Control Board (en) « a ouvert la voie aux entreprises pour qu'elles proposent des moyens par lesquels les établissements peuvent offrir des jeux d'argent sans fil ».
En 2006, l'Europe était le plus grand marché pour les jeux d'argent mobiles, mais « les analystes en télécommunications prédisent que l'Asie va bientôt rattraper son retard ». À l'époque, une limitation des téléphones adaptés en Asie et des situations juridiques floues dans certains endroits limitaient la croissance, les jeux mobiles légaux en Asie étant limités à Hong Kong et à la Chine pour les sports et les loteries. Les jeux mobiles de type casino n'étaient autorisés qu'aux Philippines et à Macao. En 2006, les analystes prévoyaient que le marché des jeux d'argent mobiles dans la région Asie-Pacifique générerait des revenus de 3 milliards de dollars en 2010. En 2005, Jupiter Research prévoyait que les services mondiaux de jeux d'argent mobiles généreraient des revenus de plus de 19,3 milliards de dollars américains d'ici 2009. En 2010, les analystes de Gartner ont indiqué que les revenus mondiaux des jeux d'argent sur téléphone portable s'élevaient à 4,7 milliards de dollars en 2009 et prévoyaient 5,6 milliards de dollars pour 2010. Un écart aussi important entre les prévisions de 2005 et la réalité de 2009 a été attribué à l'interdiction inattendue, en 2006, de tous les jeux d'argent sur Internet aux États-Unis.
En 2011, le marché des jeux d'argent mobiles est encore en pleine évolution. L'Union européenne n'a toujours pas mis en place un cadre législatif unifié pour les jeux d'argent sur téléphone portable. Chaque pays européen possède son propre ensemble de lois très différentes qui réglementent les jeux d'argent sur téléphone portable, de la Finlande où un monopole gouvernemental exploite les casinos sur Internet à la Norvège qui est en faveur d'une interdiction totale des jeux d'argent en ligne. 

### Projections du marché
Selon un rapport de Juniper Research publié en septembre 2010, la somme totale misée sur les jeux de casino mobiles devrait dépasser les 48 milliards de dollars US d'ici 2015. Le rapport fonde cette prévision sur (1) les taux de croissance élevés des fournisseurs de casinos mobiles, de loteries et de paris sportifs dans les principaux marchés émergents et en Chine ; (2) la libéralisation de la législation sur les jeux mobiles en Europe ; (3) l'abrogation par les États-Unis de la loi Unlawful Internet Gambling Enforcement Act of 2006 (en), qui permet à nouveau aux Américains de jouer légalement en ligne.
En 2010, Gartner prévoyait que les revenus mondiaux des jeux d'argent sur mobile atteindraient 11,4 milliards de dollars en 2014. Les revenus définitifs se sont révélés supérieurs aux projets dans l'année. Début 2011, Apple avait autorisé pour la première fois les applications de jeux d'argent réel dans l'Apple Store, les revenus des jeux d'argent mobiles au Royaume-Uni passant de 19 millions de livres sterling en 2009 à 41 millions de livres sterling en 2010. En juin 2011, The Guardian a écrit un article sur les chiffres en hausse des jeux d'argent sur mobile publiés par les sociétés de jeux Paddy Power plc, Corcoran et Betfair (en), Paddy Power affirmant que ses revenus de jeux d'argent sur mobile avaient augmenté de 300 % en 2010. De même, l'augmentation du nombre d'utilisateurs mobiles de Betfair et de Corcoran a également été attribuée à l'adoption accrue d'applications.

### Légalisation plus récente
La croissance des paris mobiles aux États-Unis a été ralentie en 2011, lorsque le DOJ s'est prononcé contre, bien que des services réussis aient été lancés au Nevada et au New Jersey. En 2012, il y a eu une poussée pour que le sud du Jersey autorise les joueurs à utiliser des appareils mobiles pour jouer dans les casinos, poussée par le sénateur Jim Whelan (en), pour concurrencer Las Vegas. À l'époque, les appareils de jeu mobiles étaient déjà adoptés à Las Vegas dans les casinos, permettant aux casinos d'étendre le plancher de jeu à leurs locaux extérieurs. En 2012, la législature du New Jersey a approuvé « l'utilisation d'appareils de jeu portatifs dans les casinos d'Atlantic City », et attendait la signature du gouverneur pour passer.
En mars 2019, le gouverneur de Rhode Island a signé un projet de loi visant à autoriser les paris sportifs mobiles dans l'État, à compter du 1er juillet. Le projet de budget de Gina Raimondo estimait à 3 millions de dollars les bénéfices des jeux mobiles cette année-là, Rhode Island étant le seul État à autoriser les paris sportifs à ce moment-là, le projet de loi a été approuvé le 12 mars 2019, et a permis la création d'une application pour permettre le placement à distance des paris sportifs au Twin River Casino. L'État avait légalisé les paris sportifs l'année précédente, lorsque la Cour suprême des États-Unis a invalidé une loi fédérale interdisant la plupart des jeux sportifs dans le pays.
Le 19 février 2020, il a été rapporté que le New Jersey avait collecté 837 millions de dollars auprès des parieurs sportifs généraux qui venaient de l'État de New York, à la fois sur mobile et en personne, et qu'en conséquence, les politiciens new-yorkais faisaient pression pour un projet de loi qui légaliserait les jeux mobiles à New York avec une taxe de 12,5 % pour chaque pari placé.
En septembre 2019, le Wall Street Journal a rapporté que les joueurs en ligne représentaient « 80 % de tous les paris légaux sur les jeux dans le New Jersey, qui a dépassé le Nevada pour la première fois en mai en termes de paris sportifs mensuels ». À l'époque, les jeux en ligne ou mobiles étaient dans cinq États pour les paris sportifs : New Jersey, Pennsylvanie, Virginie-Occidentale, Iowa et Nevada. Il a été rapporté qu'au cours de la première année de légalisation, « les parieurs sportifs du New Jersey ont misé un total de 3,2 milliards de dollars », dont 2,4 milliards de dollars de paris en ligne ou mobiles. Dans certains États, comme le Mississippi, les parieurs pouvaient placer des paris sur un téléphone tout en étant physiquement à l'intérieur du casino associé. 

## Paris sportifs mobiles
Reuters a noté qu'à mesure que les paris sportifs mobiles gagnaient en popularité, les craintes de corruption liées à l'utilisation du piratage téléphonique pour jouer le système se sont accrues.

## Jeux de casino mobiles
Selon The Jerusalem Post, les exemples de jeux de casino mobiles courants comprennent les machines à sous, les jeux de table, les nouveaux jeux et les classiques comme la roulette, le blackjack, le poker et le baccara. Il existe également des versions de casino en direct qui sont diffusées à partir de casinos ou de studios réels. D'après une étude MobiLens de comScore de février 2010 sur le marché américain des jeux mobiles, les abonnés de smartphones sont beaucoup plus susceptibles de jouer à des jeux de casino mobiles que les abonnés de téléphones génériques. L'étude a révélé que 7,6 % des abonnés à un smartphone et 1,2 % des abonnés à un téléphone générique ont joué à des jeux de casino mobiles au cours d'une période de trois mois.
Outre la disponibilité en ligne, des applications de casino mobile basées aux États-Unis d'Amérique sont apparues dans plusieurs établissements terrestres qui ne peuvent être utilisés pour jouer que lorsqu'ils sont physiquement présents sur la propriété du casino. Cela s'étend aux zones extérieures qui sont toujours dans les limites de la propriété, ce qui en fait le premier type de machine à sous, de paris sportifs et de jeux générés par des nombres aléatoires à avoir lieu légalement en dehors de la salle de jeu sous licence tout en restant dans un casino américain.
Selon VentureBeat, Google n'autorise aucune application de jeu en argent réel sur son Google Play Store.
En 2013, Apple et Google sont revenus sur leur décision d'autoriser les applications de jeux d'argent mobiles à être distribuées par leur service aux États-Unis[réf. nécessaire]. 